# Protoptila palina
Protoptila palina là một loài Trichoptera trong họ Glossosomatidae. Chúng phân bố ở miền Tân bắc.